# Pedro Fossati

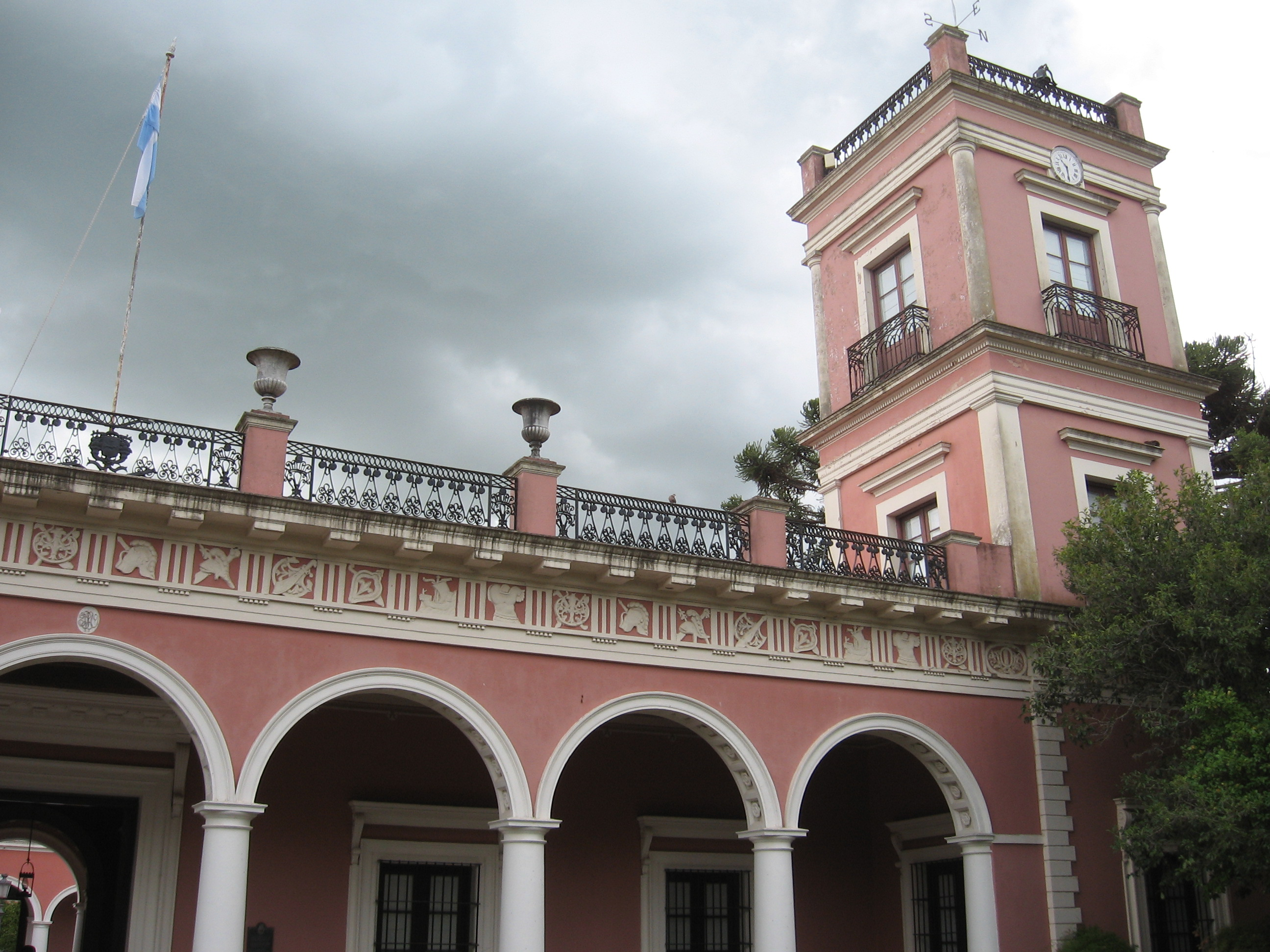
Palacio San José.

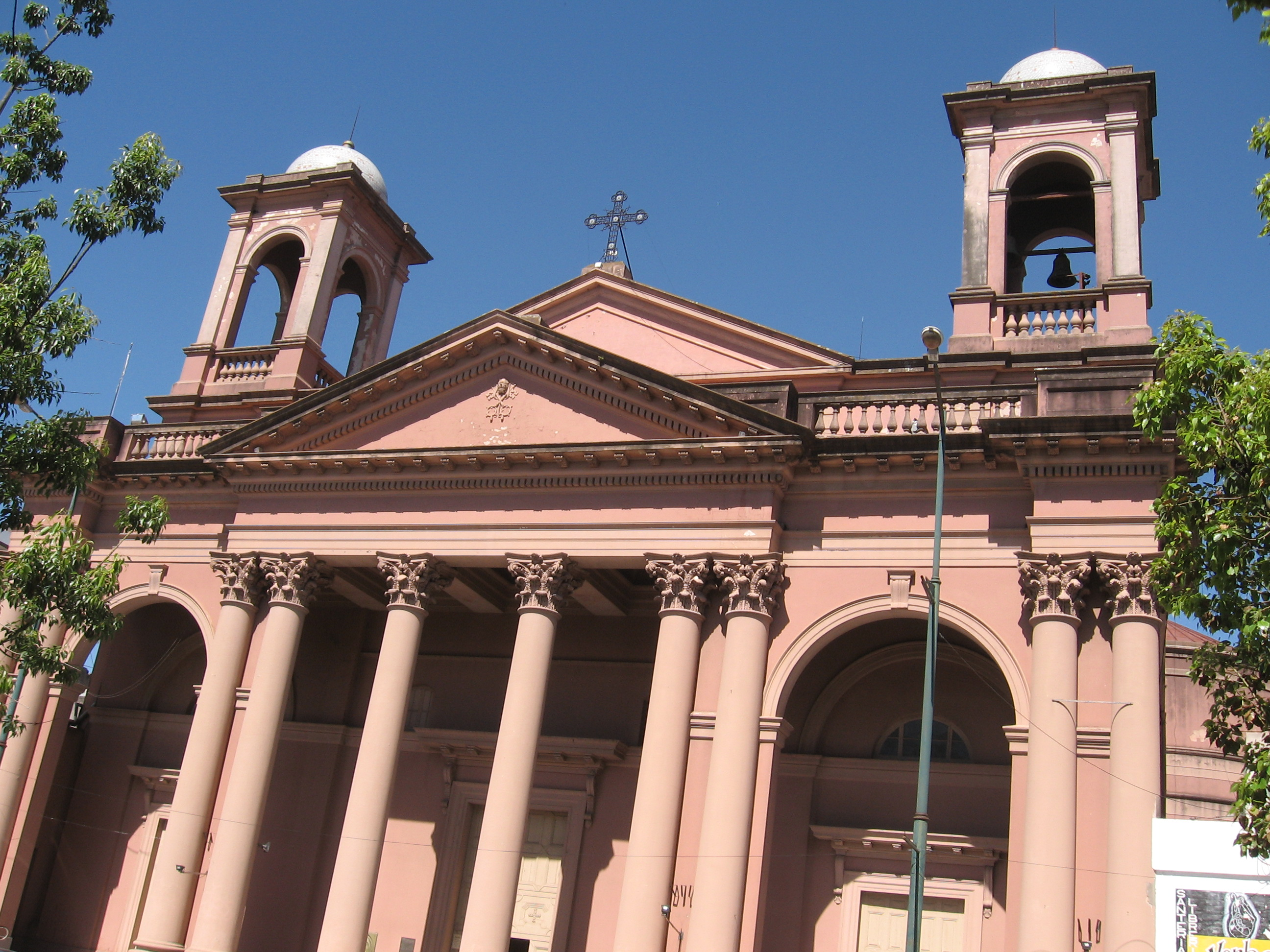
Basílica de la Inmaculada Concepción.

Pietro Fossati, más conocido como Pedro Fossati (Lombardía, 1827-¿?, 1893), fue un ingeniero y arquitecto reconocido en la Argentina como uno de los representantes de la arquitectura italianizante.
Su obra de mayor trascendencia fue el Palacio San José, residencia de Justo José de Urquiza en Entre Ríos. También para el gobernador entrerriano proyectó el saladero conocido como Palacio Santa Cándida, de corte italianizante, está emparentado con la concepción de las "villas palladianas". Incluye un pórtico, de diseño similar al de las "loggias", con tres arquerías, que está coronado por un mirador.
En la ciudad de Concepción del Uruguay realizó la Basílica de la Inmaculada Concepción, construida en 18 meses, y fue consagrada el 25 de marzo de 1859 por el Nuncio Apostólico, monseñor Marino Marini.
En Buenos Aires, Fossati proyectó el Palacio Arzobispal, también conocido como Curia Metropolitana, frente a la Plaza de Mayo y vecino a la Catedral. Fue concluido con el aporte del ingeniero Charles Pellegrini y habilitado en 1862. Este edificio fue incendiado en 1955 por militantes peronistas, como una de las acciones trágicas ocurridas dentro del enfrentamiento del Gobierno Nacional con la Iglesia Católica.
Pedro Fossati falleció en 1893.